# Akihito (imię)
Akihito (jap. あきひと, アキヒト) – japońskie imię męskie.

## Możliwa pisownia
Akihito można zapisać, używając wielu różnych znaków kanji, i może znaczyć:
- 明仁 – jasny, życzliwość
- 昭仁 – świetlisty, życzliwość
- 秋仁 – jesień, życzliwość
- 暁人.

## Znane osoby
- Akihito (明仁) – 125. cesarz Japonii
- Akihito Ichiki – basista zespołu SID
- Akihito Okano (昭仁) – członek grupy Porno Graffiti
- Akihito Tokunaga (暁人) – muzyk i kompozytor
- Akihito Yoshitomi (昭仁) – mangaka

## Postacie fikcyjne
- Akihito Takaba (秋仁) – główny bohater mangi Finder